# Cieszyn Marklowice
Cieszyn Marklowice – stacja kolejowa w Cieszynie (w dzielnicy Marklowice) w województwie śląskim, w Polsce. Znajduje się na wysokości 229 m n.p.m.

## Ruch pasażerski
| Rok  | Wymiana pasażerska na dobę |
| ---- | -------------------------- |
| 2017 | 0-9                        |
| 2022 | 0-9                        |

## Historia
Stacja kolejowa w Marklowicach została otwarta 1 września 1914 roku, kiedy to uruchomiono budowaną od roku 1911 linię z Kończyc (obecnie Ostrava-Kunčice) przez Suchą do stacji w Cieszynie. Przebiegała ona przez most na Olzie, który znajdował się w pobliżu stacji Marklowice. Po podziale Śląska Cieszyńskiego w 1920, stacja znalazła się po stronie polskiej, jednak linia kolejowa należała do kolei czechosłowackich. W związku z tym kursowały tu tranzytowe pociągi czechosłowackie, ale nie docierały żadne pociągi ze strony polskiej. Odcinek linii po stronie polskiej został wykupiony przez koleje polskie w związku z budową linii kolejowej z Cieszyna do Zebrzydowic. Wówczas most na Olzie został wysadzony przez polskich saperów, a koleje czechosłowackie wybudowały w roku 1931 łącznicę linii 320 i 321 w okolicach przystanku w Kocobędzu, co umożliwiło rezygnację z prowadzenia pociągów tranzytowych.
Stacja kolejowa została ponownie otwarta w 1934 roku podczas uruchomienia linii kolejowej do Zebrzydowic. W 1962 roku rozpoczęto budowę Cieszyńskiej Fabryki Farb i Lakierów. Zakład przemysłowy w 1968 roku został uruchomiony wraz z bocznicą zakładową odgałęziającą się przed stacją od strony Zebrzydowic. Wówczas wybudowano dodatkowy peron oraz kładkę dla pracowników fabryki. W zakładzie znajduje się jednostanowiskowa lokomotywownia mieszcząca zakładową lokomotywę 401Da-096. Obecnie stacja posiada dwa niskie perony i cztery tory - trzy główne zelektryfikowane oraz załadunkowo-wyładunkowy o długości 57 metrów biegnący do wyburzonego magazynu stacyjnego z rampą. Kasy biletowe i ekspedycja towarowa mieszczące się dawniej w budynku stacyjnym są nieczynne. W drugiej połowie 2019 roku przeprowadzono remont peronu wyspowego. Stacja jest obsługiwana przez samorządową spółkę Koleje Śląskie od 9 grudnia 2012, kiedy spółka ta przejęła obsługę kierunku od Przewozów Regionalnych.